# Ngô Liêu
Ngô Liêu (chữ Hán: 吳僚; trị vì: 526 TCN-515 TCN), hay Ngô vương Châu Ư, Ngô vương Liêu (吳王僚), là vị vua thứ 23 của nước Ngô - chư hầu nhà Chu thời Xuân Thu trong lịch sử Trung Quốc.
Ông mang họ Cơ, là con của Ngô Dư Muội – vua thứ 22 nước Ngô. Năm 527 TCN, Dư Muội qua đời, Liêu lên nối ngôi vua.

## Chiến tranh với nước Sở
Nước Ngô lớn mạnh, thường tranh chấp với nước Sở. Trong thời gian làm vua, Ngô Liêu nhiều lần đụng độ với quân Sở. Ông thường sai người anh họ là công tử Quang (con của vua bác Chư Phàn) đi giao chiến với quân Sở.
Chiến sự Ngô-Sở trong thời Ngô vương Liêu xảy ra 4 lần trong các năm 526 TCN, 520 TCN, 519 TCN và 515 TCN. Quân Ngô và quân Sở giằng co khi thua khi được.
Năm 526 TCN, công tử Quang giằng co với quân Sở ở đất Vương Thuyên. Nước Ngô bị Sở chiếm đất này song đã giành lại được.
Năm 520 TCN, Ngô Liêu lại sai công tử Quang đánh Sở. Lần này công tử Quang đánh bại quân Sở, nhân đó mang quân lên phía bắc đánh bại quân nước Trần và nước Sái rồi mới rút về.
Năm 518 TCN, Ngô Liêu ra lệnh sát nhập luôn lãnh thổ nước Sào, chấm dứt sự tồn tại của đất nước từ thời thượng cổ này.
Ấp Chung Ly ở biên giới nước Sở là cùng ấp Ty Lương ở biên giới nước Ngô đều làm nghề nuôi tằm. Năm 519 TCN, hai người con gái hai ấp tranh nhau đất trồng dâu. Hai gia đình xô xát đi đến đánh nhau. Người cầm đầu hai ấp giận dữ dàn quân chiến đấu. Ấp Ty Lương nước Ngô yếu thế hơn nên bị tiêu diệt. Ngô vương Liêu bèn sai công tử Quang mang quân đánh Sở. Sở Bình vương nổi giận, cũng điều quân đến. Hai nước xảy ra đại chiến. Công tử Quang đánh bại quân Sở, lấy đất Chung Ly và Cư Sào của Sở rồi đem quân về.
Năm 515 TCN, nhân lúc Sở Bình vương mất, con thứ là Sở Chiêu vương mới lên thay, Ngô vương bèn sai hai con là Yểm Dư và Chúc Dung mang quân đánh Sở, bao vây đất Lục Cao. Ngô vương muốn mở rộng thế lực, bèn sai chú là Quý Trát đi sứ nước Tấn để thăm dò tình hình các chư hầu trung nguyên. Sở Chiêu vương điều quân chặn đứt đường về của Yểm Dư và Chúc Dung.

## Bị hại
Tháng 4 năm 515 TCN, trong lúc chiến sự với nước Sở chưa ngã ngũ thì công tử Quang mưu đoạt ngôi vua nước Ngô.
Công tử Quang mời Ngô vương Liêu đến dự tiệc rồi sai dũng sĩ Chuyên Chư hành thích ông. Chuyên Chư giấu sẵn lưỡi dao trong bụng cá, khi bưng cá đến gần Ngô vương bèn rút dao ra bất ngờ đâm Ngô vương. Ngô vương chết tại chỗ, không rõ năm đó ông bao nhiêu tuổi.
Ngô vương Liêu ở ngôi được 12 năm. Công tử Quang giành ngôi báu, tức là Ngô Hạp Lư.
Sau này chú ông là Quý Trát ở nước Tấn trở về đã đến khóc bên mộ ông. Hai người con ông là Yểm Dư và Chúc Dung nghe tin trong nước Ngô có biến bèn hàng nước Sở và được Sở Chiêu vương phong cho ở đất Thư.